# Agrilus pubiventris
Agrilus pubiventris é uma espécie de inseto do género Agrilus, família Buprestidae, ordem Coleoptera.
Foi descrita cientificamente por Kiewsenwetter, 1857.